# Saison 2017 de l'équipe cycliste Pauwels Sauzen-Vastgoedservice
La saison 2017 de l'équipe cycliste Pauwels Sauzen-Vastgoedservice est la quatrième de cette équipe.

## Préparation de la saison 2017

### Sponsors et financement de l'équipe

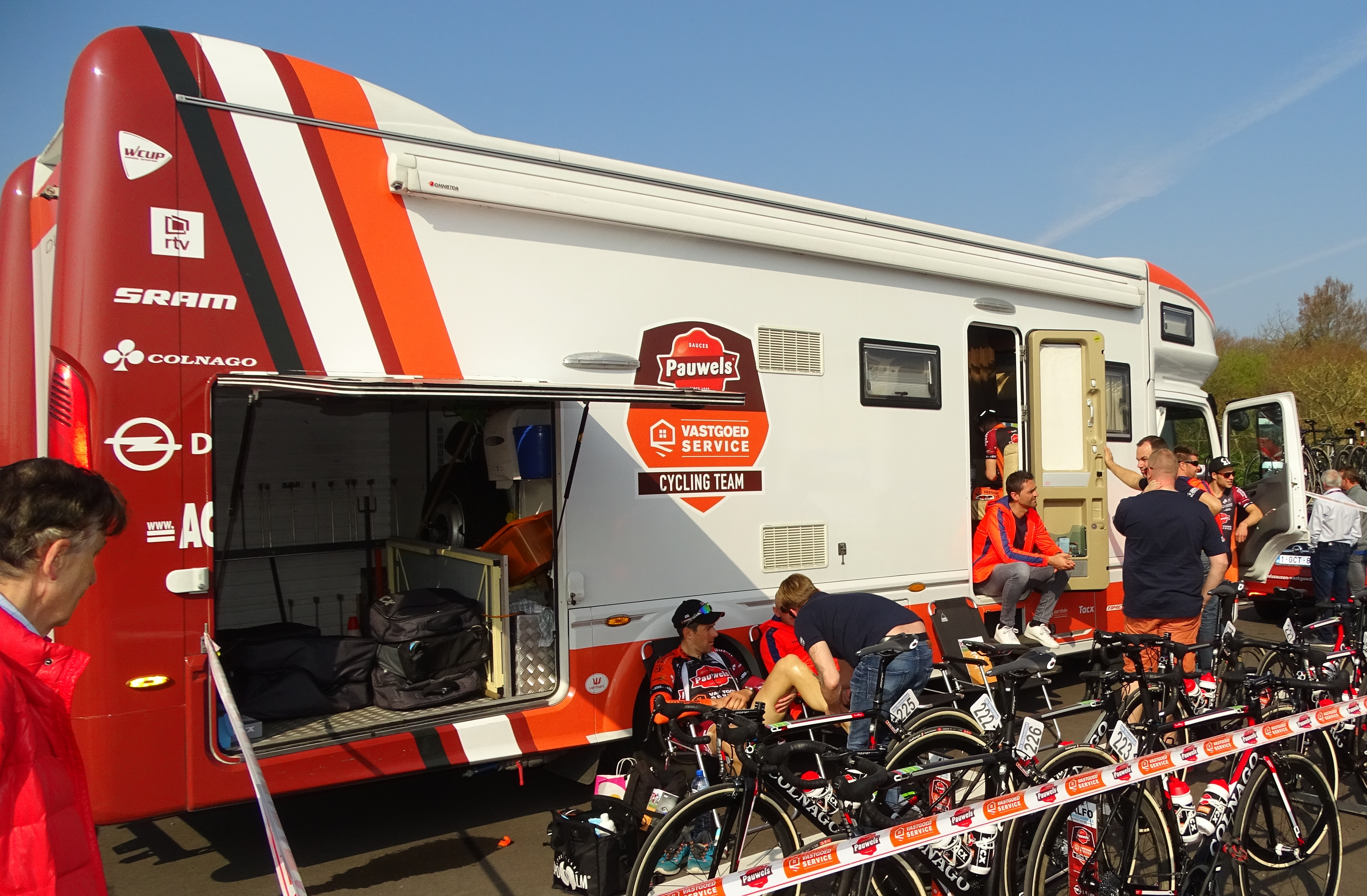
Véhicules et vélos de l'équipe lors des Trois Jours de La Panne.

### Arrivées et départs
| Arrivées       | Équipe 2016                           |
| -------------- | ------------------------------------- |
| Brecht Dhaene  | Verandas Willems                      |
| Barry Markus   | Roompot-Oranje Peloton                |
| Jordi Meeus    | Acrog-Balen BC                        |
| Louis Verhelst | Roubaix Métropole européenne de Lille |

| Départs           | Équipe 2017             |
| ----------------- | ----------------------- |
| Dennis Coenen     | Cibel-Cebon             |
| Yannick Eijssen   | retraite                |
| Pieter Jacobs     | Hubo-Aerts Action Bike  |
| Xandro Meurisse   | Wanty-Groupe Gobert     |
| Tim Merlier       | Verandas Willems-Crelan |
| Fréderique Robert | retraite                |
| Rob Ruijgh        | Tarteletto-Isorex       |
| Wout van Aert     | Verandas Willems-Crelan |

## Coureurs et encadrement technique

### Effectif
| Effectif 2017                              | Effectif 2017     | Effectif 2017 | Effectif 2017                                |
| Cycliste                                   | Date de naissance | Pays          | Équipe précédente                            |
| ------------------------------------------ | ----------------- | ------------- | -------------------------------------------- |
| Jens Adams                                 | 5 juin 1992       | Belgique      | BKCP-Powerplus (2013)                        |
| David Boucher                              | 17 mars 1980      | Belgique      | FDJ (2015)                                   |
| Brecht Dhaene                              | 29 novembre 1988  | Belgique      | Verandas Willems (2016)                      |
| Gerry Druyts                               | 30 janvier 1991   | Belgique      | Team 3M (2014)                               |
| Alexander Geuens                           | 5 septembre 1994  | Belgique      | Lotto-Soudal U23 (2015)                      |
| Barry Markus                               | 17 juillet 1991   | Pays-Bas      | Roompot-Oranje Peloton (2016)                |
| Rob Peeters                                | 2 juillet 1985    | Belgique      | Telenet-Fidea (2013)                         |
| Yannick Peeters                            | 15 novembre 1996  | Belgique      | Acrog-Balen BC (2014)                        |
| Jelle Schuermans                           | 3 décembre 1996   | Belgique      |                                              |
| Timothy Stevens                            | 26 mars 1989      | Belgique      | Team 3M (2014)                               |
| Louis Verhelst                             | 28 août 1990      | Belgique      | Roubaix Métropole européenne de Lille (2016) |
| Sieben Wouters                             | 23 juin 1996      | Pays-Bas      | Rabobank Development (2016)                  |
| Michael Boroš                              | 9 août 1992       | Tchéquie      |                                              |
| Tom Bosmans                                | 24 octobre 1994   | Belgique      |                                              |
| Dieter Bouvry                              | 31 juillet 1992   | Belgique      | Roubaix Métropole européenne de Lille (2016) |
| Rob Leemans                                | 1 juillet 1993    | Belgique      | SEG Racing (2015)                            |
| Arjen Livyns                               | 1 septembre 1994  | Belgique      | VL Technics-Experza-Abutriek (2016)          |
| Brent Van De Kerkhove                      | 12 octobre 1994   | Belgique      | Colba-Superano Ham (2013)                    |
| Jordi Van Dingenen                         | 18 juin 1996      | Belgique      |                                              |
| Joachim Vanreyten (1 janv.–1 juill.)       | 31 août 1994      | Belgique      | Lotto-Soudal U23 (2016)                      |
|                                            |                   |               |                                              |
| Sources : ProCyclingStats Cycling Quotient |                   |               |                                              |

## Bilan de la saison

### Victoires
| Date       | Course                 | Pays     | Classe | Vainqueur       |
| ---------- | ---------------------- | -------- | ------ | --------------- |
| 22/04/2017 | Arno Wallaard Memorial | Pays-Bas | 1.2    | Timothy Stevens |